# Oedebasis legrandi
Oedebasis legrandi är en fjärilsart som beskrevs av Pierre E.L. Viette 1972. Oedebasis legrandi ingår i släktet Oedebasis och familjen nattflyn. Inga underarter finns listade i Catalogue of Life.